# Ampedus kurilensis
Ampedus kurilensis là một loài bọ cánh cứng trong họ Elateridae. Loài này được Dolin & Okhira miêu tả khoa học năm 1976.